# Ligue d'Alger de Football Association
La Ligue d'Alger de Football Association (acronimo LAFA), nota anche come Ligue d'Alger de football o semplicemente Ligue d'Alger, è stata un'associazione calcistica attiva in Algeria durante periodo coloniale francese. 
Fondata nel 1920 con l'obiettivo di sviluppare il calcio ad Algeri, cessò le attività allo scoppio della seconda guerra mondiale, per poi essere ricostituita nel 1946. Nel 1962, con l'indipendenza dell'Algeria al termine della guerra nel paese, fu ricostituita su base nazionale, parallelamente alla fine del controllo coloniale francese sui club e sulle strutture sportive algerine.
Affiliata alla Federazione calcistica della Francia con altre quattro leghe del Nordafrica (Costantina, Orano, Tunisia e Marocco), la Lega di Algeri gestiva quattro divisioni di un campionato che poi divenne il campionato algerino di calcio, al cui vertice vi era la Division d'Honneur.

## Storia
La LAFA era uno dei cinque campionati di calcio regionali del Nord Africa francese durante l'era coloniale. Quando il calcio ha iniziato a diffondersi nel Maghreb alla fine del XIX secolo, le grandi organizzazioni di gestione non esistevano ancora. Le prime competizioni non ufficiali che si svolsero negli anni '10 furono tornei organizzati dagli stessi club. La prima grande organizzazione calcistica francese fu fondata nel Nord Africa nel 1913 era il comitato locale dell'Union des sociétés françaises de sports athlétiques. Sei anni più tardi quest'ultimo organismo convergerà nella neonata Fédération Française de Football (FFF).
Il calcio francese nel Nordafrica era suddiviso in cinque campionati regionali: Marocco, Orano, Algeri, Costantina e Tunisia. Queste cinque leghe create nel 1919 erano organizzate all'interno dell'Union des Ligues nord-africaines de football per coordinare la gestione dei loro vari campionati. Organizzarono gare di diverso livello nei loro territori fino al 1956 per alcuni e al 1962 per altri. Così l'Algiers Football League aveva la gestione del calcio per l'intero dipartimento di Algeri, comprese le città di Aumale, Blida, Médéa, Miliana, Orléansville, Tizi Ouzou e Algeri. I vari club di queste città appartenenti al dipartimento di Algeri erano quindi tutti affiliati alla Lega di calcio di Algeri. Questo organizzò durante il periodo coloniale i campionati di cinque diversi livelli che sono: la Terza Divisione, la Seconda Divisione, la Prima Divisione, la Promozione d'Onore e la Divisione d'Onore. È stata anche incaricata di organizzare la coppa dipartimentale denominata Coupe Forconi de football, una competizione eliminatoria tipo coppa che ha coinvolto tutti i club affiliati alla Lega di Algeri.
Il livello più alto di questo campionato di calcio amatoriale era la divisione d'onore. Il campione di questa divisione si qualificava la stagione successiva per un torneo interregionale di livello superiore chiamato campionato del Nordafrica. Quest'ultima competizione, che portava il nome di "Challenge Steeg" (in omaggio all'ex governatore dell'Algeria Théodore Steeg) poi "Challenge Louis Rivet" (in omaggio al primo presidente della Lega di Algeri e dell'Unione delle Leghe) riuniva il campionato dei campionati d'onore delle cinque leghe nordafricane ed era invece organizzato dalla Federcalcio francese che ne ha delegato la gestione all'Unione delle leghe nordafricane. Sarà lo stesso negli anni Trenta con la creazione della Coppa del Nordafrica, costruita sullo stesso modello di quella della Coppa di Francia, tra cui il vincitore della Coppa Forconi per la Lega di Algeri partecipò al torneo finale contro altri vincitori di coppe di altri campionati.
Quando Marocco e Tunisia ottennero l'indipendenza, le leghe calcistiche di questi paesi si ritirarono dalle competizioni sportive francesi. Le tre leghe algerine si unirono così per formare l'Unione delle leghe calcistiche algerine nel 1957. Questo sodalizio era responsabile dell'organizzazione delle due nuove competizioni, la Coppa algerina di calcio e il Campionato algerino CFA, che costituivano il sesto gruppo della CFA in Francia, sotto la supervisione della Federcalcio francese. L'obiettivo nella creazione di queste nuove competizioni era quello di integrare rapidamente i club algerini nel sistema calcistico francese. La LAFA, così come le leghe di Orano e Costantina, cesserà tutte le sue attività in seguito all'indipendenza dell'Algeria nel 1962.

## Palmares

### Campionati
- 1920-1921	FC Blida
- 1921-1922	FC Blida
- 1922-1923	FC Blida
- 1923-1924	FC Blida
- 1924-1925	AS Boufarik
- 1925-1926	US Blida
- 1926-1927	GS Orléansville
- 1927-1928	GS Alger
- 1928-1929	FC Blida
- 1929-1930	AS Saint-Eugène
- 1930-1931	AS Boufarik
- 1931-1932	GS Alger
- 1932-1933	AS Boufarik
- 1933-1934	RU Alger
- 1934-1935	RU Alger
- 1935-1936	AS Saint-Eugène
- 1936-1937	GS Alger
- 1937-1938	AS Boufarik
- 1938-1939	RU Alger
- 1939-1940* MC Alger
- 1940-1941* GS Alger
- 1941-1942* AS Boufarik
- 1942-1943* AS Saint-Eugène
- 1943-1944* AS Saint-Eugène
- 1944-1945* AS Saint-Eugène
- 1945-1946	RU Alger
- 1946-1947	GS Alger
- 1947-1948	O Hussein-Dey
- 1948-1949	O Hussein-Dey
- 1949-1950	O Hussein-Dey
- 1950-1951	GS Alger
- 1951-1952	AS Saint-Eugène
- 1952-1953	FC Blida
- 1953-1954	GS Alger
- 1954-1955	GS Alger
- 1955-1956	GS Orléansville

Termine delle attività sportive da parte dei club musulmani
- 1956-1957	AS Saint-Eugène
- 1957-1958	GS Alger
- 1958-1959	O Hussein-Dey
- 1959-1960	GS Orléansville
- 1960-1961	GS Alger